# Warionia saharae
Warionia saharae és una espècie herbàcia perenne de la família de les compostes, les Asteraceae. És una planta endèmica del Nord d'Àfrica, del nord-oest del desert del Sàhara. El gènere de Warionia només està representat per una espècie, Warionia saharae. És una planta molt semblant a un card, aromàtica i amb làtex blanc, fet que la relaciona amb la tribu Cichorieae, el grup de les xicoies.

## Descripció

### Port
És un arbust o arbre petit, perenne, hermafrodita, molt olorós, de fins a 2,5 (4) metres d'alçada. Les tiges i les branques més velles són tortuoses, amb l'escorça de color bru grisós, molt esquerdada. Les tiges joves són glabres, verdes.

### Fulles
De mides: 3-12 x 1.5-5 cm; de forma oblongada, agudes, atenuades a la base en un curt pecíol, fortament ondulades, amb grans lòbuls aguts, dentats, glabres, de color verd intens per ambdues cares, estan cobertes per petites glàndules que provoquen una olor molt forta, fètida.

### Flors
Es reuneixen en una inflorescència de tipus corimbiforme, amb pocs capítols, a vegades en capítols solitaris, terminals o laterals. Presenta peduncles florals curts generalment amb fulles. Els capítols són molt grans, d'uns 3 a 6 cm de diàmetre, amb nombroses bràctees imbrincades, amples, ciliades en els marges, coriàcies i agudes.
Les flors són grogues, tubulars i sense lígules. La floració és cap a l'estiu.
El fruit és un petit aqueni vil·lós, coronat per un gran plomall blanc. La fructificació és a finals d'estiu-tardor.

## Distribució i hàbitat
Boscos, matollars i rocalles sobre sòls calcaris o silícics, en ambinet semiàrid i desèrtic. És un endemisme del nord-oest d'Àfrica, trobant-se al Marroc i Algèria. Alt Atles (vessant sud i extrem occidental fins a prop d'Essaouira pel nord), L'Anti-Atles, cadena del Bani, Atlas saharià més occidental.

## Observacions
Aquesta espècie té un gran valor paleoecològic, ja que constitueix un dels més importants vestigis vius de l'antiga flora tropical del Terciari en l ´àrea mediterrània del N d'Àfrica.

## Taxonomia
Warionia saharae va ser descrita per Benthem ex Coss.

### Etimologia
- Warionia: El nom genèric deriva de (Jean Pierre) Adrien Warion (1837-1880), un militar francès que també va ser botànic i fisiòleg qui va fer extenses col·leccions mentre va ser derivat al Nord d'Àfrica.
- saharae: epítet específic que es refereix a la seva distribució geogràfica, a les regions del Sàhara.

### Sinonímia
És una planta que no té sinònims resolts.